# Posljednji tajkun (1976.)
Posljednji tajkun (eng. The Last Tycoon) je film Elia Kazana iz 1976. zasnovan na romanu The Love of the Last Tycoon  F. Scotta Fitzgeralda, a u glavnim ulogama se pojavljuju Robert De Niro kao "Monroe Stahr", Tony Curtis kao "Rodriguez", Robert Mitchum kao "Pat Brady", Jeanne Moreau kao "Didi", i Jack Nicholson kao "Brimmer". Dobitnik  Nobelove nagrade, književnik Harold Pinter, adaptirao je roman za film, koji je producirao legendarni Sam Spiegel.
Bila je to druga suradnja Kazana i Spiegela koji su blisko surađivali i na filmu Na dokovima New Yorka.
Film nije doživio priznanja od kritike kao prijašnji Kazanovi filmovi, ali je zanimljivo spomenuti da je to bio zadnji, nedovršeni roman F. Scotta Fitzgeralda, kao i zadnji Kazanov film. Važan i simboličan aspekt priče je nedovršena kuća na plaži glavnog junaka, Monroea Stahra, koju on posjećuje kako bi impresionirao mladu glumicu, Kathleen.
Tema neostvarenih ambicija i neuzvraćene ljubavi mladih u Hollywoodu povezana s kućom na plaži ima veliko značenje i za romanopisca i redatelja na kraju njihovih karijera.

## Vanjske poveznice
- Posljednji tajkun u internetskoj bazi filmova IMDb-a
- Članak o filmu